# عبد الحليم المصري
عبد الحليم المصري (1305 هـ  - 1341 هـ / 2 مايو  1887 - 3 يوليو 1922)، شاعر مصري، يعد من أهم شعراء الوطنية في العصر الحديث وهو من شعراء مدرسة المحافظين. 

## حياته ونشأته
عبد الحليم حلمي بن إسماعيل حسني. ولد في قرية فيشا بلخة في مديرية (محافظة) البحيرة. وتلقى بدايات التعليم المدني، وبعد حصوله على الشهادة الابتدائية التحق بالمدرسة الحربية عام 1903، ولم يكن الالتحاق بالمدرسة الحربية يتطلب أكثر من الحصول على الابتدائية، وتخرج فيها عام 1906. وعمل ضابطًا بالكتيبة السادسة عشرة في كسلا بالسودان، ثم قدم استقالته من الخدمة العسكرية وعاد إلى القاهرة، وتوظف بوزارة الأوقاف ثم عينه الملك فؤاد أميناً للمكتبة الملكية.

## أعماله
صدر له:
- «ديوان المصري»: ثلاثة أجزاء - طبع الجزء الأول بمطبعة النظام، والجزء الثاني بمطبعة التأليف (1910)، والجزء الثالث طبع بمصر (1919).
- «محمد علي الكبير منشئ مصر الحديثة»: مطبعة مصر - القاهرة 1919.
- ديوان «عبد الحليم المصري»: الهيئة العامة لقصور الثقافة - القاهرة 1993 (هذه الطبعة الأخيرة شملت كل ما أنتج الشاعر ونشره في ديوانيه)، والديوان في مجلد واحد مقسم في ثلاثة أجزاء، تضمن الجزء الأول قصائد الوصف والسياسة والاجتماع، وتضمن الجزء الثاني قصائد الأخلاق والاجتماعيات والمديح والمراثي بما فيها رثاء الدول والمراسلات والخواطر، وتضمن الجزء الثالث التاريخ والأدب والاجتماعيات. وتقول عبارة على الغلاف الأخير لديوانه في طبعته الأخيرة: «انطلق كالسهم وغاب كالشهاب».[6][7]